# Хуан де Суньига и Базан
Хуан де Суньига Авельянеда-и-Базан (исп. Juan de Zúñiga Avellaneda y Bazán; около 1551, Пеньяранда-де-Дуэро — 4 сентября 1608, там же) — испанский дворянин из дома Суньига, 1-й герцог Пеньяранда-де-Дуэро и гранд Испании (1608), граф-консорт Миранда-дель-Кастаньяр и маркиз-консорт Ла-Баньеса, рыцарь Ордена Сантьяго. Военный и государственный деятель в правление Фелипе II и Фелипе III, вице-король и генерал-капитан Каталонии (1583—1586), член государственного совета Фелипе II и Фелипе III, вице-король и генерал-капитан Неаполитанского королевства (1586—1595), президент Совета Италии (1596—1600), президент Совета Кастилии (1600—1608).

## Происхождение
Родился около 1551 года в Пеньяранда-де-Дуэро. Сын Франсиско де Суньиги-и-Авельянеды, 4-го графа Миранда дель Кастаньяр, гранда Испании, и его жены Марии де Базан-и-Ульоа, 4-й виконтессы Паласиос-де-ла-Вальдуэрна, наследницы и дочери Педро де Базана, 3-го виконта Паласьос-де-ла Вальдуэрна, сеньора Бастана, де ла Баньеса и других городов. Будучи вторым ребенком, Хуан унаследовал майорат Карденас, учрежденный его бабушкой по материнской линии Марией Энрикес де Карденас, по этой причине его звали Хуан де Суньига-и-Карденас. После женитьбы на своей племяннице Марии де Суньига Авельянеда-и-Пачеко (ок. 1570—1630), 6-й графине Миранда дель Кастаньяр, грандессе Испании, 2-й маркизе де ла Баньеса, он изменил свои фамилии, чтобы сохранить титулы и поместья своего дома, с тех пор его зовут  Хуан де Суньига Авельянеда-и-Базан. Его жена была дочерью его старшего брата Педро де Суньига Авельянеда-и-Басана (ок. 1540—1574), 5-го графа Миранда дель Кастаньяр, гранда Испании, 5-го виконта Паласьос-де-ла-Вальдуэрна, 1-го маркиза Баньеса, и его жены Хуаны Пачеко де Кабрера. В браке у них было семеро детей, из них выжили только трое:
- Педро де Суньига и Пачеко, 3-й маркиз де ла Баньеса, женатый на Марии де ла Куэва-и-Кордова, который умер бесплодным раньше своего отца
- Диего де Суньига и Пачеко (ок. 1590—1626), который стал преемником отца и был 2-м герцогом Пеньяранды де Дуэро, грандом Испании, 4-м маркизом де ла Баньеса, женат на Франсиске де Сандовал-и-ла-Серда, дочери Франсиско де Сандовал-и-Рохас, 1-го герцога Лерма и 5-го маркиза Дении, и его жены Каталины де ла Серда-и-Португал.
- Альдонса де Суньига и Пачеко, монахиня в монастыре Ла-Энкарнасьон в Пеньяранда-де-Дуэро.

## Дворянин палаты инфанта Карлоса
Камер-дворянин инфанта Карлоса, старшего сына короля Филиппа II с 1561 по 1568 год. Мавры Альпухарры и Сьерра-де-Вентомис в Гранаде начали в конце 1568 года восставать и совершать преступления против христиан. 17 марта 1569 года король Филипп II приказал старшему комендадору Кастилии и вице-адмиралу испанских галер Луису де Рекесенсу-и-Суньиге (дяде Хуана де Суньиги Авельянеды-и-Басана) покинуть Италию для защиты южного побережья от берберов. Луис покинул Рим 23 марта 1569 года и 28 апреля высадился в Паламосе, взяв 24 галеры с терциями испанской пехоты из Неаполя и Милана. Несколькими неделями позже Фелипе II договаривается об отправке дона Хуана Австрийского, его сводного брата, чтобы возглавить войну против мятежных мавров. Дон Хуан Австрийский покидает Аранхуэс в направлении Гранады 6 апреля 1569 года. Хуан Австрийский вместе с Хуаном де Суньигой Авельянедой и Базаном вошли в Альгамбру в Гранаде 12 апреля 1569 года, где их приняли городские власти.
Главнокомандующий Кастилии Луис де Рекесенс высадился 6 июня 1569 года в Торроксе (Малага) и на следующий день приказал штурмовать форт Фрихильяна, атакуя его со всех четырех сторон. Хуан де Суньига Авельянеда, капитан 400 авантюристов и часть неаполитанской терции, приказал графу Миранде взобраться на скалу, на вершине которой возвышался форт, со стороны моря. После отважного и победоносного штурма форт Фрихильяна был взят 8 июня 1569 года. Почти все капитаны получили ранения, граф Миранда был ранен выстрелом из аркебузы и стрелой, выпущенной в ту же часть бедра, опасаясь, что он ампутировать ему ногу, в чем не было необходимости. Хуан отправился со своим дядей Луисом, комендадором Кастилии, в Италию, где он служил под его командованием на суше и на море в войнах Священной лиги.

## Член Государственного совета Филиппа II, вице-король Каталонии
Хуан де Суньига и Базан был назначен в 1579 году членом Государственного совета короля Филиппа II. Эту должность он занимал до 1582 года, когда был назначен вице-королем и генерал-капитаном княжества Каталония. Во время своего правления ему приходилось защищать побережье княжества от атак турецкого флота. Хуан, будучи вице-королем Каталонии, принял Карлоса Мануэля, герцога Савойского, в Барселоне 18 февраля 1585 года и принял участие в свадебной церемонии герцога Савойского с инфантой Каталиной Микаэлой, дочерью Фелипе II. Участвует с королем Фелипе II в кортесах Монсона, провинция Уэска, проходивших с июня по декабрь 1585 года. В то время его дядя Хуан де Суньига-и-Рекесенс, был вице-королем Неаполя до 1582 года, затем президентом Государственного совета короля Филиппа II, а с 1583 года воспитателем и воспитателем инфанта Фелипе III.

## Вице-король и генерал-капитан Неаполитанского королевства
В 1586 году король Филипп II назначил его вице-королем и генерал-капитаном Неаполитанского королевства. Эту должность он занимал с 18 ноября 1586 года по 25 ноября 1595 года. Во время своего правления он очистил Неаполитанское королевство от банд, которые были организованы и защищены власть имущими и чернью. Двумя самыми известными бандитами были Марко Скиарра, которого называли королем Кампании, и Бенито Мангон. Ему пришлось столкнуться с вторжениями турецких корсаров. Он проводил общественные работы по обновлению и реставрации мостов и фасадов, украшая город, восстановил пантеон арагонских королей. Депутация Неаполя в знак признания его выдающейся работы, а также за правосудие, милицию и королевскую казну, которыми они пользовались в течение девяти лет его правления, подарила ему два золотых блюда, на которых был выгравирован его герб и девиз.

## Член Государственного совета и председатель Совета Италии
По возвращении из Италии он снова присоединился к государственному совету короля Фелипе II, который также назначил его президентом Совета Италии. В 1593 году стал комендадором Мембриллы в Ордене Сан-Хайме-де-ла-Эспада. В 1596 году в компании своего сына Диего он развлекал короля Фелипе II в его дворце в Мадриде, расположенном на улице Калле-дель-Конде-Дуке, по случаю визита в королевскую типографию.

## Член Государственного совета короля Филиппа III, председатель Совета Италии, председатель Совета Кастилии
После смерти короля Филиппа II 13 сентября 1598 года граф Миранда входил в состав Государственного совета короля Филиппа III. В феврале 1599 года он сопровождал короля Фелипе III во время его визита в королевство Валенсия и город Дения. 13 мая 1599 года Филипп III назначил его президентом Совета Кастилии, заменив Родриго де Васкеса, положив тем самым начало смене персонажей в правительстве своего отца по предложению своего фаворита Франсиско Гомеса де Сандоваль-и-Рохаса, 5-го маркиза Дении и 4-го графа Лерма, возведенный в 1599 году в герцогство Лерма. Бабушка герцога Лерма по отцовской линии, Каталина де Суньига Авельянеда, приходилась кровной тетей Хуану де Суньиге Авельянеде-и-Басану. Хуан также был зятем герцога Лерма. Граф Миранда стал президентом Кастилии 12 июня 1599 года, сохранив за собой пост президента Совета Италии.
Хунта-де-лос-Куатро была создана королем Филиппом III 3 февраля 1601 года. Миссия хунты заключалась в рассмотрении запросов, писем, отчетов и т. д. посланы королю и предлагают королю и его действительные решения дел монархии. Хунта-де-лос-Куатро была сформирована в июле 1601 года Хуаном де Идиакесом (министром, который был Филиппом II), Гаспаром де Кордова (исповедником короля), Педро Франкесой (секретарем с правом голоса) и Хуаном де Суньига Авельянеда. Филипп III приказал Кастильской палате в октябре 1602 года ограничить число кандидатов на пост вице-короля, губернатора или посла тремя, и чтобы голос графа Миранды имел большее влияние на его решение.
Граф Миранда и Гаспар де Кордова сообщили королю Фелипе III письмом от 22 января 1602 года, что необходимо изолировать их от Англии и Франции, чтобы добиться разгрома повстанцев в Нидерландах.
По просьбе короля Фелипе III и в соответствии с его фаворитом герцогом Лерма было решено, что после кортесов Вальядолида, состоявшихся в 1602 году, заседания кортесов и переговоры с поверенными должны быть короче и эффективнее, чтобы добиться субсидий для монархии. 26
5 мая 1603 года Филипп III приказал создать Финансовый совет, известный как Общий исполнительный совет, состоящий из пяти членов, включая герцога Лерма и графа Миранда, ответственных за полную власть над управлением финансами и активами. Фелипе III королевским указом от 16 декабря 1606 года приказал учредить новую Финансовую коллегию взамен предыдущей и с полномочиями и функциями без каких-либо ограничений, как если бы он сам приказал и повелел ей. Правление состояло из 10 членов, включая герцога Лерма и графа Миранды.
Присяга на мир с Англией была принесена во дворце Суньига в Вальядолиде в июне 1605 года, подписана королем Филиппом III и посланником короля Англии Якова I, адмиралом Чарльзом Говардом, графом Ноттингемом.
В 1606 году король Филипп III назначил графа Миранда посетить своего министра Родриго Кальдерона, маркиза Сьете Иглесиас. Процесс развращения и обогащения Родриго Кальдерона начался в январе 1607 году.
Граф Миранды был одним из трех советников правления, созданного в 1607 году для решения проблемы изгнания мавров из Испании. Двумя другими советниками были Херонимо Ксавьер, духовник короля Фелипе III, и Хуан де Идиакес, старший комендадор Леона. Они высказались за применение обвинительного приговора. «Хунта де Дос», состоящая из графа Миранды и Хуана де Идиакеса, на совещании 29 сентября 1607 года получает от герцога Лерма известие, полученное Антонио Пересом (секретарем, который был королем Фелипе II, беженцем при дворе Парижа, а ныне шпионом на службе у герцога Лерма) о поддержке французским правительством голландских повстанцев и мавританских диверсантов Андалусии, с целью ослабления и дестабилизации Испании. Государственный совет на своем заседании 30 января 1608 года высказался за изгнание мавров.
Король Фелипе III дарует ему королевским указом от 22 мая 1608 года титул герцога Пеньяранда-де-Дуэро и титул гранда Испании, который носили графы Миранда дель Кастаньяр. Граф Миранда, ближайший соратник фаворита, попросил у короля Филиппа III разрешения уйти в отставку и умер через три месяца в своем дворце в Пеньяранда-де-Дуэро в возрасте 57 лет.

## Последние годы
Хуан де Суньига Авельянеда-и-Базан составил завещание в 1605 году в Вальядолиде. Строительство францисканского монастыря Консепсионистов было завершено в Пеньяранда-де-Дуэро, начатое его дедом Франсиско де Суньига Авельянеда-и-Веласко, 3-м графом Миранда дель Кастаньяр. В 1608 году он составил статуты Соборной церкви Санта-Анна, основания и покровительства графов Миранды. Он основал Госпиталь де ла Пьедад в Пеньяранда-де-Дуэро, чтобы помогать бедным, больным и беспомощным. Здание имеет два этажа с центральным квадратным патио. Номера выходят во внутренний двор. Здание имеет характер величественной резиденции. В 1603 году он основал монастырь босых кармелитов в Пеньяранда-де-Дуэро. Религиозная община была основана в 1608 году. Церковь представляет собой роскошное здание в стиле неоклассицизма. Герцог похоронен в часовне Сан-Педро-Регаладо монастыря Domus Dei в Агилере (Бургос). Церковь под патронажем графов Миранды была восстановлена в 1593 году и обогатилась реликвиями, которые он привез из Италии в подарок от пап. Его жена Мария де Суньига Авельянеда-и-Пачеко, 6-я графиня Миранда-дель-Кастаньяр, составила завещание в 1628 году и умерла в 1630 году.